# Dixella
Dixella is een muggengeslacht uit de familie van de meniscusmuggen (Dixidae).

## Soorten
- D. aestivalis (Meigen, 1818)
- D. alexanderi Peters, 1970
- D. aliciae (Johannsen, 1924)
- D. amphibia (De Geer, 1776)
- D. attica (Pandazis, 1933)
- D. aurora Peters, 1966
- D. autumnalis (Meigen, 1838)
- D. bankowskae (Vaillant, 1969)
- D. californica (Johannsen, 1923)
- D. campinosica (Tarwid, 1938)
- D. clavata (Loew, 1869)
- D. cornuta (Johannsen, 1923)
- D. cumbrica Peters, 1966
- D. deltoura Peters, 1966
- D. dorsalis (Garrett, 1924)
- D. dyari (Garrett, 1924)
- D. filicornis (Edwards, 1926)
- D. goetghebueri (Séguy, 1921)
- D. graeca (Pandazis, 1937)
- D. hyperborea (Bergroth, 1889)
- D. indiana (Dyar, 1925)
- D. intrudens (Tarwid, 1938)
- D. laeta (Loew, 1849)

- D. marginata (Loew, 1863)
- D. martinii (Peus, 1934)
- D. monticola (Nielsen, 1937)
- D. naevia (Peus, 1934)
- D. neoaliciae (Garrett, 1924)
- D. nigra (Stæger, 1840)
- D. nova (Walker, 1848)
- D. obscura (Loew, 1849)
- D. serotina (Meigen, 1818)
- D. serrata (Garrett, 1924)
- D. techana Peters, 1966
- D. universitatis (Cockerell, 1926)
- D. verna (Vaillant, 1969)
- D. vespertina Peters, 1966